# Carles Rexach
Carles Rexach i Cerdà, född 13 januari 1947 i Barcelona, Spanien, är en före detta framgångsrik fotbollsspelare och tränare. Rexach tillbringade större delen av sin karriär i FC Barcelona. Han spelade för juniorlaget när han var 12 år gammal, och tillbringade senare 22 år som spelare för laget. Rexach spelade i klubbens A-lag åren 1967–1981.
Rexach formade ett starkt samarbete med Johan Cruyff, både på och utanför plan. Som spelare var de med att vinna La Liga 1974, klubbens första ligavinst på 14 år. Han var även assisterande tränare till Cruyff när laget upplevde sin "Drömlags-eran" under perioden 1988–1996.
Rexach spelade 15 matcher för Spaniens landslag och gjorde 2 mål.
Efter karriären som spelare var han scout och tränare för FC Barcelona. Rexach var den tränare som värvade Lionel Messi till klubben.

## Galleri
- Videointervju med Rexach 1982 (på katalanska).